# Justicieae
Justicieae, tribus u porodici primogovki, dio potporodice Acanthoideae. Pripada mu pet imenovanih podtribusa.

## Rodovi
1. Tribus Justicieae Dumort.
  1. Subtribus Graptophyllinae T.Anderson
    1. Spathacanthus Baill. (4 spp.)
    2. Chamaeranthemum Nees (4 spp.)
    3. Pranceacanthus Wassh. (1 sp.)
    4. Herpetacanthus Nees (21 spp.)
    5. Isotheca Turrill (1 sp.)
    6. Afrofittonia Lindau (1 sp.)
    7. Thysanostigma J.B.Imlay (2 spp.)
    8. Glossochilus Nees (1 sp.)
    9. Asystasia Blume (59 spp.)
    10. Phialacanthus Benth. (5 spp.)
    11. Filetia Miq. (9 spp.)
    12. Mackaya Harv. (6 spp.)
    13. Cosmianthemum Bremek. (14 spp.)
    14. Codonacanthus Nees (2 spp.)
    15. Chileranthemum Oerst. (3 spp.)
    16. Pulchranthus V.M.Baum, Reveal & Nowicke (4 spp.)
    17. Odontonema Nees (32 spp.)
    18. Sapphoa Urb. (2 spp.)
    19. Oplonia Raf. (21 spp.)
    20. Psilanthele Lindau (1 sp.)
    21. Linariantha B.L.Burtt & R.M.Sm. (1 sp.)
    22. Pseuderanthemum Radlk. (133 spp.)
    23. Graptophyllum Nees (15 spp.)
    24. Wuacanthus Y.F.Deng, N.H.Xia & H.Peng (1 sp.)
    25. Ruspolia Lindau (5 spp.)
    26. Ballochia Balf.f. (3 spp.)
    27. Ruttya Harv. (6 spp.)

  2. Subtribus Monotheciinae Lindau
    1. Champluviera I.Darbysh., T.F.Daniel & Kiel (2 spp.)
    2. Monothecium Hochst. (3 spp.)
    3. Marcania J. B. Imlay (1 sp.)
    4. Jadunia Lindau (2 spp.)
    5. Calycacanthus K. Schum. (2 spp.)
    6. Cyclacanthus S. Moore (2 spp.)
    7. Ptyssiglottis T. Anderson (40 spp.)
    8. Ambongia Benoist (1 sp.)

  3. Subtribus Isoglossinae Lindau
    1. Ichthyostoma Hedrén & Vollesen (1 sp.)
    2. Isoglossa Oerst. (81 spp.)
    3. Sphacanthus Benoist (2 spp.)
    4. Celerina Benoist (1 sp.)
    5. Melittacanthus S. Moore (1 sp.)
    6. Brachystephanus Nees (21 spp.)
    7. Stenostephanus Nees (97 spp.)
    8. Sebastiano-schaueria Nees (1 sp.)

  4. Subtribus Tetrameriinae T.F.Daniel, Kiel & McDade
    1. Chlamydocardia Lindau (2 spp.)
    2. Kudoacanthus Hosok. (1 sp.)
    3. Clinacanthus Nees (2 spp.)
    4. Angkalanthus Balf.f. (1 sp.)
    5. Chorisochora Vollesen (4 spp.)
    6. Ecbolium Kurz (22 spp.)
    7. Populina Baill. (2 spp.)
    8. Megalochlamys Lindau (10 spp.)
    9. Trichaulax Vollesen (1 sp.)
    10. Cephalophis Vollesen (1 sp.)
    11. Mirandea Rzed. (6 spp.)
    12. Yeatesia Small (3 spp.)
    13. Hoverdenia Nees (1 sp.)
    14. Thyrsacanthus Nees (7 spp.)
    15. Pachystachys Nees (18 spp.)
    16. Fittonia Coem. (2 spp.)
    17. Schaueria Nees (16 spp.)
    18. Ancistranthus Lindau (1 sp.)
    19. Aphanosperma (Leonard & Gentry) Daniel (1 sp.)
    20. Chalarothyrsus Lindau (1 sp.)
    21. Henrya Nees (2 spp.)
    22. Gypsacanthus E.J.Lott, V.Jaram. & Rzed. (1 sp.)
    23. Carlowrightia A. Gray (26 spp.)
    24. Tetramerium Nees (29 spp.)
    25. Anisacanthus Nees (12 spp.)
    26. Mexacanthus T. F. Daniel (1 sp.)
    27. Streblacanthus Kuntze (2 spp.)
    28. Dolichostachys Benoist (1 sp.)

  5. Subtribus Justiciinae Nees
    1. Justicia L. (937 spp.)
    2. Rostellularia Rchb. (33 spp.)
    3. Leptostachya Nees (2 spp.)
    4. Rhaphidospora Nees (8 spp.)
    5. Dianthera L. (41 spp.)
    6. Nicoteba Lindau (5 spp.)
    7. Ascotheca Heine (1 sp.)
    8. Rungia Nees (85 spp.)
    9. Metarungia Baden (3 spp.)
    10. Anisotes Nees (28 spp.)
    11. Anisostachya Nees (63 spp.)
    12. Trichocalyx Balf.f. (2 spp.)
    13. Meiosperma Raf. (6 spp.)
    14. Pogonospermum Hochst. (34 spp.)
    15. Kenyacanthus I.Darbysh. & Kiel (1 sp.)
    16. Rhinacanthus Nees (27 spp.)
    17. Hypoestes Sol. ex R. Br. (139 spp.)
    18. Dicliptera Juss. (222 spp.)
    19. Vavara Benoist (1 sp.)
    20. Xerothamnella C. T. White (2 spp.)
    21. Dicladanthera F. Muell. (2 spp.)
    22. Cephalacanthus Lindau (1 sp.)
    23. Poikilacanthus Lindau (13 spp.)
    24. Megaskepasma Lindau (1 sp.)
    25. Clistax Mart. (3 spp.)
    26. Harpochilus Nees (3 spp.)
    27. Dasytropis Urb. (1 sp.)

  6. Subtribus Justicieae incertae sedis
    1. Samuelssonia Urb. & Ekman (1 sp.)
    2. Tessmanniacanthus Mildbr. (1 sp.)